# 그날 밤의 축제
그날 밤의 축제(Carnival)는 한국에서 제작된 최국희 감독의 2007년 영화이다. 오정세 등이 주연으로 출연하였다.

## 출연

### 주연
- 오정세
- 김영열
- 손동수

## 제작진
- 조명: 오재호
- 조명부: 배영수
- 녹음: 고영춘
- 믹싱: 김용국
- 미술: 장효연